# Park Narodowy La Cangreja
Park Narodowy La Cangreja – park narodowy położony w Kostaryce, w południowej części prowincji San Jose.
Park został założony w 2002 roku (strefą ochronną teren ten był już w 1984 roku). Przepływa przez niego rzeka Rio Negro, której poziom zmniejszył się w ciągu 20 lat trzykrotnie. Jego najwyższym punktem jest szczyt Cangreja (1305 m n.p.m.). Rocznie spada tu 4000 milimetrów opadów. Pokryty jest skrawkiem lasu deszczowego. Znajduje się tu 2500 gatunków roślin (cedr kolczasty, cedr hiszpański). Zamieszkuje go 800 gatunków zwierząt (m.in. szopy pracze, kapucynki, aguti).